# رمضان 1432 هـ
رمضان لسنة 1432 هـ يمتد وفق للحساب الفلكي من يوم السبت 30 يوليو  2011 وحتى الإثنين 29 أغسطس  2011. ورغم ولادة هلال رمضان يوم السبت إلا أن غالبية الدول الإسلامية استقرت على اعتبار يوم الأحد 31 يوليو المتمم لشهر شعبان ويوم الإثنين 1 أغسطس  2011 غرة رمضان حيث تعذرت رؤيته في مختلف مناطق العالم الإسلامي لأن الشمس غربت قبل أن يحدث الاقتران بينها وبين القمر.

## الهلال
- السبت
- الأحد
- الاثنين
- الثلاثاء
- الأربعاء
- الخميس
- الجمعة

- 29
30
- 30
31
- 1
1 أغسطس
- 2
2
- 3
3
- 4
4
- 5
5
- 6
6
- 7
7
- 8
8
- 9
9
- 10
10
- 11
11
- 12
12
- 13
13
- 14
14
- 15
15
- 16
16
- 17
17
- 18
18
- 19
19
- 20
20
- 21
21
- 22
22
- 23
23
- 24
24
- 25
25
- 26
26
- 27
27
- 28
28
- 29
29
- 1
30
- 2
31
- 3
1 سبتمبر
- 4
2

حدث الاقتران وفقا لمواقع الرصد الفلكي في تمام الساعة 06:40 مساء ت.ع.م أي الساعة التاسعة وأربعون دقيقة حسب توقيت مكة والمدينة من مساء يوم السبت 30 أغسطس 2011. أي أن الاقتران حدث بعد غروب شمس ذلك اليوم بزهاء 3 ساعات مما لم يمكن أي جهة تحرت رؤية الهلال مع مغرب يوم السبت من رؤيته. وسوف يبلغ البدر تمامه بحلول الساعة 09:27 مساء ت.ع.م من يوم الجمعة 12 أغسطس. على أن يكون اقتران هلال عيد الفطر يوم الإثنين 29 أغسطس الساعة 03:04 صباحا ت.ع.م.

## مصاحبات
يجيء رمضان من هذا العام موافقا للثورات العربية في سوريا واليمن وكذلك الحرب الليبية. غير أن أحداثا دامية ومجازر وقعت قبيل يوم من غرة رمضان حينما اقتحمت دبابات الجيش السوري حماة المحاصرة منذ شهر كما اجتاحت دير الزور والبوكمال وأوقعت أكثر من مئة قتيل في غضون ساعات. أما على الصعيد المصري فقد أعلن 26 حزبا مصريا ساهموا في الثورة المصرية من تعليق اعتصامهم في ميدان التحرير بمناسبة مقدم شهر رمضان.

## صلاة التراويح في الحرمين

### الحرم المكي
لم يتغير ترتيب الأئمة في الحرم المكي عن رمضان الذي سبقه حيث تناوب كل من سعود الشريم وماهر المعيقلي وعبد الله الجهني وعبد الرحمن بن عبد الله السديس في إمامة المصلين في صلاة التراويح في مكة. وقسمت الليالي الرمضانية بينهم شفعا ووترا، فيؤم الشريم والمعيقلي في ليالي الشفع والجهني والسديس في ليالي الوتر. أما في العشر الأواخر فيتولى الجهني والمعيقلي إمامة المصلين في صلوات التراويح في حين توسد صلاة التهجد للسديس والشريم على أن يسند دعاء ختم القرآن إلى السديس فيما تسند صلاة عيد الفطر للشيخ صالح بن حميد. فيما تقسم الجمعات الرمضانية بين صالح آل طالب وأسامة خياط وصالح بن حميد وسعود الشريم بالترتيب.

### الحرم المدني
ترتيب الأئمة في الحرم المدني في صلاة التراويح والتهجد
- الشيخ علي بن عبد الرحمن الحذيفي والشيخ عبد المحسن القاسم
- الشيخ حسين بن عبد العزيز آل الشيخ والشيخ صلاح البدير
- الشيخ عماد زهير حافظ إمامًا ليلة الرابعة من رمضان 1432 الشيخ عماد زهير حافظ فكانت أول ليلة يؤم المصلين في المسجد النبوي[7]